# Paolo Erba
Paolo Erba (Milano, 2 marzo 1931 – Peschiera Borromeo, 27 gennaio 2016) è stato un calciatore italiano, di ruolo attaccante.

## Carriera

Erba (in piedi, secondo da destra) nel Parma del 1956-1957

Cresciuto nell'Inter, ha giocato per tre stagioni in Serie A con la maglia del Bari, totalizzando complessivamente 74 presenze e 26 reti in massima serie. Si mise in luce in particolare nella stagione 1959-1960, nella quale realizzò 14 reti, fra cui una tripletta al Padova e una doppietta al Milan, piazzandosi fra i primi 10 della classifica marcatori.
Ha inoltre disputato 4 campionati di Serie B; 3 con il Parma e uno con il Bari, totalizzando complessivamente 112 presenze e 44 reti, aggiudicandosi il titolo capocannoniere, con 16 reti, nella stagione 1956-1957 con il Parma e conquistando la promozione in Serie A nella stagione 1957-1958 con il Bari.
È al secondo posto fra i marcatori della storia del Bari in Serie A, alle spalle di Igor Protti.
Egli per tutta la sua carriera utilizzò la maglietta 83, data di nascita di suo nonno, una persona molto importante perché fu proprio lui a inserirlo nel mondo del calcio fino ad arrivare ad alti livelli.
Cessata l'attività agonistica intraprese quella di maestro di tennis a Milano.
Muore il 27 gennaio 2016.

## Palmarès

### Individuale
- Capocannoniere della Serie B: 1

Parma: 1956-1957 (16 gol)